# III-divisioona 2021
La III-divisioona 2021 è l'11ª edizione del campionato di football americano di quarto livello (giocato a 7 giocatori), organizzato dalla SAJL.

## Squadre partecipanti
| Club                     | Città    | Stadio | Sponsor ufficiale | Risultato nella stagione 2020 |
| ------------------------ | -------- | ------ | ----------------- | ----------------------------- |
| Helsinki Wolverines Pink | Helsinki |        |                   |                               |
| Joensuu Wolves           | Joensuu  |        |                   |                               |
| Malmi Blaze              | Helsinki |        | Promesta          |                               |
| Sipoo Bulldogs           | Sipoo    |        |                   |                               |
| Vaasa Vikings            | Vaasa    |        |                   |                               |

## Stagione regolare

### Calendario

#### 1ª giornata
| Helsinki 31 luglio 2021 | Malmi Blaze | 22 – 46 | Helsinki Wolverines Pink |  |

#### 2ª giornata
| Sipoo 8 agosto 2021 | Sipoo Bulldogs | 14 – 30 | Joensuu Wolves | Söderkullan urheilukenttä |

#### 3ª giornata

##### Torneo di Vaasa
| Vaasa 14 agosto 2021 | Vaasa Vikings | 6 – 14 | Malmi Blaze |  |

| Vaasa 14 agosto 2021 | Malmi Blaze | 0 – 18 | Sipoo Bulldogs |  |

| Vaasa 14 agosto 2021 | Sipoo Bulldogs | 8 – 0 | Vaasa Vikings |  |

#### 4ª giornata

##### Torneo di Joensuu
| Joensuu 21 agosto 2021 | Joensuu Wolves | 44 – 0 | Vaasa Vikings |  |

| Joensuu 21 agosto 2021 | Vaasa Vikings | 30 – 0 | Helsinki Wolverines Pink |  |

| Joensuu 21 agosto 2021 | Helsinki Wolverines Pink | 0 – 30 | Joensuu Wolves |  |

### Classifica
La classifica della regular season è la seguente:
- PCT = percentuale di vittorie, G = partite giocate, V = partite vinte,  P = partite perse, PF = punti fatti, PS = punti subiti

| Pos. | Squadra                  | PCT   | G | V | N | P | PF  | PS |
| ---- | ------------------------ | ----- | - | - | - | - | --- | -- |
| 1    | Joensuu Wolves           | 1.000 | 3 | 3 | 0 | 0 | 104 | 14 |
| 2    | Sipoo Bulldogs           | .667  | 3 | 2 | 0 | 1 | 40  | 30 |
| 3    | Helsinki Wolverines Pink | .333  | 3 | 1 | 0 | 2 | 46  | 82 |
| 4    | Malmi Blaze              | .333  | 3 | 1 | 0 | 2 | 36  | 70 |
| 5    | Vaasa Vikings            | .250  | 4 | 1 | 0 | 3 | 36  | 66 |

## Playoff

### Tabellone
|  | Semifinali | Semifinali               | Semifinali |                          |   | IX Äijämalja    | IX Äijämalja    | IX Äijämalja    |  |
|  |            |                          |            |                          |   |                 |                 |                 |  |
|  | 1          | Joensuu Wolves           | 26         |                          |   |                 |                 |                 |  |
|  | 1          | Joensuu Wolves           | 26         |                          |   |                 |                 |                 |  |
|  | 4          | Malmi Blaze              | 8          |                          |   |                 |                 |                 |  |
|  | 4          | Malmi Blaze              | 8          |                          | 1 | Joensuu Wolves  | 32              |                 |  |
|  |            |                          |            |                          | 1 | Joensuu Wolves  | 32              |                 |  |
|  |            |                          | 2          | Helsinki Wolverines Pink | 8 |                 |                 |                 |  |
|  | 2          | Sipoo Bulldogs           | 2          | Helsinki Wolverines Pink | 8 | 14              |                 |                 |  |
|  | 2          | Sipoo Bulldogs           |            |                          |   | 14              |                 |                 |  |
|  | 3          | Helsinki Wolverines Pink | 16         |                          |   | Finale 3º posto | Finale 3º posto | Finale 3º posto |  |
|  | 3          | Helsinki Wolverines Pink | 16         |                          |   |                 |                 |                 |  |
|  |            |                          |            |                          |   |                 |                 |                 |  |
|  |            |                          |            |                          |   | 4               | Malmi Blaze     | 6               |  |
|  |            |                          |            |                          |   | 4               | Malmi Blaze     | 6               |  |
|  |            |                          |            |                          |   | 3               | Sipoo Bulldogs  | 36              |  |

### Semifinali
| Liperi 4 settembre 2021, ore 11:00 | Joensuu Wolves | 26 – 8 | Malmi Blaze |  |

| Liperi 4 settembre 2021, ore 12:30 | Sipoo Bulldogs | 14 – 16 | Helsinki Wolverines Pink |  |

### Finale 3º - 4º posto
| Liperi 4-5 settembre 2021 | Sipoo Bulldogs | 36 – 6 | Malmi Blaze |  |

### IX Äijämalja
| Liperi 4-5 settembre 2021 | Joensuu Wolves | 32 – 8 | Helsinki Wolverines Pink |  |

## Verdetti
- Joensuu Wolves Vincitori dell'Äijämalja 2021